# Cavariella simlaensis
Cavariella simlaensis är en insektsart. Cavariella simlaensis ingår i släktet Cavariella och familjen långrörsbladlöss. Inga underarter finns listade i Catalogue of Life.